# Воронина, Виктория Александровна
Викто́рия Алекса́ндровна Воро́нина — российская гимнастка в прыжках на батуте, Заслуженный мастер спорта России (2012), чемпионка мира (2010), чемпионка Европы (2010, 2014).

## Биография
Родилась 24 февраля 1988 года в Таганроге, Ростовская область, Россия.

### Спортивная карьера
На чемпионате Европы по прыжкам на батуте 2006 года в Меце (Франция) Виктория Воронина стала чемпионкой Европы в командном зачете на двойном мини-батуте и вице-чемпионкой Европы в личном зачете на двойном мини-батуте. В составе команды России завоевала золотую медаль на чемпионате мира по прыжкам на батуте 2007 года в Квебеке (Канада).
Сборная России сохранила свой титул двойки на мини-батуте на чемпионате Европы 2008 года, где Воронина стала бронзовым призёром в индивидуальной двойке на мини-батуте. На чемпионате мира 2009 года в Санкт-Петербурге завоевала две золотые медали в личном и командном прыжках на двойном мини-батуте, а также серебряную медаль в командном прыжке на батуте. В том же году она стала золотой медалисткой в прыжках на двойном мини-батуте на Всемирных играх в Гаосюне (Тайвань).
На чемпионате Европы 2010 года в Варне (Болгария) сборная России в составе Галины Гончаренко, Натальи Колесниковой, Ирины Караваевой и Виктории Ворониной завоевала 6-й титул чемпионов. Стала бронзовый призёром в паре с Караваевой в синхронном прыжке на батуте. Она приняла участие в чемпионате мира 2010 года в Меце и выиграла титул чемпиона мира по синхронному прыжку на батуте снова в паре с Караваевой.
На чемпионате мира 2011 года в Бирмингеме (Великобритания) Воронина заняла третье место в личном зачёте на двойном мини-батуте.
Чемпионка России (2011 ― лично; 2006, 2010, 2016, 2017 ― синхронные прыжки; 2005, 2010, 2012—2014, 2016 ― команда).
Участница летних Олимпийских игр в Лондоне в 2012 году. За спортивные достижения Виктории Ворониной в 2012 году присвоено звание «Заслуженный мастер спорта России».